# Krynica (krater)
Krynica – krater na powierzchni planetoidy (951) Gaspra o średnicy 0,4 km, położony na 49° szerokości północnej i 35° długości zachodniej.
Decyzją Międzynarodowej Unii Astronomicznej w 1994 roku został nazwany od popularnego polskiego uzdrowiska Krynica-Zdrój.